# Melcior Viñals

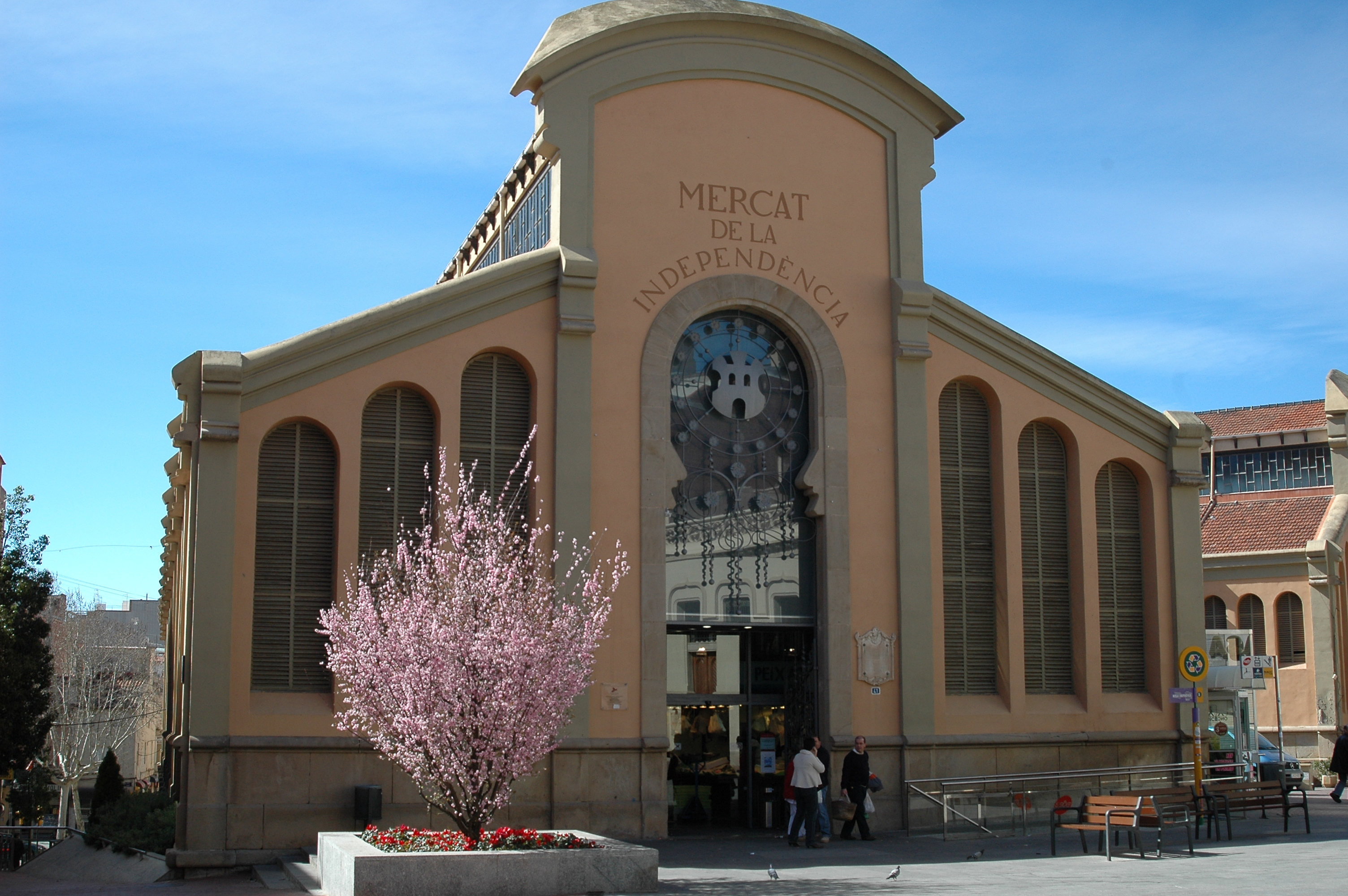
Mercado de la Independencia (1906-1908), Tarrasa

Melcior Robert Viñals i Muñoz (Barcelona, 26 de agosto de 1878-25 de diciembre de 1938) fue un arquitecto español, hermano del también arquitecto Salvador Viñals. Se movió en un estilo a medio camino entre el eclecticismo y el modernismo.
Estudió en la Escuela Técnica Superior de Arquitectura de Barcelona, donde se tituló en 1905. Fue arquitecto municipal de Tarrasa, así como de Esparraguera y San Vicente dels Horts, en un estilo esencialmente ecléctico, utilizando el modernismo como una herramienta más dentro de su acerbo constructivo. Entre sus obras en la ciudad egarense destacan: la finalización de las obras del Mercado de la Independencia (1906-1908, iniciado por Antoni Pascual Carretero), la casa Alegre Sagrera (1911), la casa Puigbó (1913), los Almacenes Torras (1914) y la Escuela de Economía Doméstica (1928-1930). En San Vicente dels Horts fue autor del café de la Sociedad La Vicentina (1914) y el Ayuntamiento de la ciudad (1927).